# هاوارد کرتز
هاوارد کرتز (انگلیسی: Howard Kurtz؛ زادهٔ ۱ اوت ۱۹۵۳) روزنامه‌نگار و مجری هل ایالات متحده آمریکا زاده بروکلین است. او در شبکه فاکس نیوز فعالیت می‌کند.